# Roberto Alarcon
Pour les articles homonymes, voir Alarcon.
Ne doit pas être confondu avec son frère Ricardo Antonio Alarcón (1914–1988), international argentin (4 sélections de 1936 à 1941) de San Lorenzo de Almagro (1933–1939), Boca Juniors (1939–1941), CA Platense (1942) et CR Flamengo (1942-1944).
Roberto Alarcón, né le 23 février 1924 à Buenos Aires, est un footballeur argentin des années 1940 et 1950. Évoluant comme attaquant, il ne remporte rien avec le Genoa, ni avec l'OM (56 matchs, 12 buts en trois saisons).

## Palmarès
- Championnat d'Argentine de football
  - Champion en 1946